# Dơi io
Dơi io (tên khoa học Ia io) là loài dơi thuộc họ Vespertilionidae và là loài duy nhất của chi Ia. Dơi io có ở Đông Á và Đông Nam Á (Trung Quốc, Ấn Độ, Lào, Nepal, Thái Lan và Việt Nam),. Loài dơi này chủ yếu sống trong các hang núi đá ở độ cao 400–1.700 mét (0,25–1,06 mi).
Dơi io có thể dài đến 90 đến 105 milimét (3,5–4,1 in). Lưng màu nâu và bụng màu xám nhạt.
Loài dơi này thường sống thành từng đàn nhỏ. Chúng ăn sâu bọ.